# Соломоник, Элла Исааковна
Элла Исааковна Соломоник (29 мая [11 июня] 1917, Екатеринбург, Пермская губерния — 20 августа 2005 или 21 сентября 2005, Цфат, Северный округ) — советский и украинский историк древнего мира, эпиграфист, исследователь античных государств Северного Крыма.

## Биография
Родилась 29 мая (11 июня) 1917 года в Екатеринбурге. Отец был родом из Белоруссии, мать, урождённая Спектор, — из Латвии. Окончила исторический факультет Ленинградского университета, где училась в 1936—1941 годах. В 1948—1956 годах — научный сотрудник Крымского филиала Института археологии АН СССР, с 1956—1979 — сотрудник Крымского отдела Института археологии АН УССР, с 1979—1991 — старший сотрудник-консультант того же отдела.
С 1968 года — доктор исторических наук.
На протяжении ряда лет была руководителем Этнографического отряда Херсонесской археологической экспедиции. Работала по совместительству с 1952 года преподавателем кафедры древнего мира и средних веков Крымского государственного педагогического института имени М. В. Фрунзе. Член Совета Объединенной еврейской общины Крыма. 21 декабря 1990 года Крымским фондом культуры была учреждена премия имени Эллы Соломоник «за лучшее исследование в области иудаистики и еврейской культуры».
В 1997 году репатриировалась в Израиль. Умерла в Цфате 20 августа 2005 года (по другим данным 21 сентября 2005 года).

## Награды
- Медаль «За доблестный труд в Великой Отечественной войне 1941—1945 гг.»[4]

## Сочинения
Автор более 130 опубликованных научных работ, в том числе и популярных, среди которых можно выделить следующие значительные труды:
1. Кир Младший // Ученые записки. Серия ист. наук / Лен. гос. ун-т. — Л., 1941. — Вып. 10. — С. 169 — 186.
2. Ксенофонт, Кир Младший и Лисандр как предшественники эллинизма / Ленингр. гос. ун-т им. А.А. Жданова. — [Л]: Типогр. ЛГОЛУ, [1948]. — 3 с.
3. Раскопки Неаполя Скифского — столицы скифского государства в Крыму: (Попул. лекция) / Всесоюз. о-во по распространению полит. и науч. знаний. Крымск. отд-ние. — Симферополь: Изд. и типогр. Крымиздата, 1950. — 20 с.
4. Сарматские знаки Северного Причерноморья / Акад. наук УССР. Ин-т археологии. — Киев: Изд-во Акад. наук УССР, 1959. — 179 с.
5. Новые эпиграфические памятники Херсонеса. — [Т. 1] / Акад. наук УССР. Ин-т археологии. — Киев: Наук. думка, 1964. — 196 с.
6. Из истории религиозной жизни в северопонтийских городах позднеантичного времени // Вестн. древ. истории. — 1973. — № 1.
7. Новые эпиграфические памятники Херсонеса. — [Т.] 2: Лапидар. надписи / АН УССР. Ин-т археологии. — Киев: Наук. думка, 1973. — 283 с.
8. Граффити античного Херсонеса / Под ред. Э. И. Соломоник. — Киев: Наук. думка, 1978. — 171 с.
9. К вопросу о населении Херсонеса Таврического // Античная древность и средние века. — Свердловск, 1979.
10. Латинские надписи Херсонеса Таврического: Тексты, пер., коммент. / АН СССР, Ин-т истории СССР. — М.: Наука, 1983. — 94 с. — (Сер.: Древнейшие источники по истории народов СССР).
11. Граффити с хоры Херсонеса / АН УССР, Ин-т археологии. — Киев: Наук. думка, 1984. — 144 с. — (Археология).
12. Древние надписи Крыма. — Киев: Наук. думка, 1988. — 108, [3] с. — ISBN 5-12-000347-8
13. Каменная летопись Херсонеса: Греч. лапидар. надписи антич. времени / Э. И. Соломоник. — Симферополь: Таврия, 1990. — 112 с. — (Археологические памятники Крыма). (обл.)
14. Древнейшие еврейские общины в Крыму // «Советиш геймланд». — 1990. — № 10.
15. Новая находка в Крыму плиты с изображением меноры // Вестн. / Евр. ун-т в Москве. — 1994. — № 2. — С. 54 — 58.
16. Древнейшие еврейские поселения и общины в Крыму // Евреи Крыма: Очерки истории: [Сб. ст.] — Симферополь; Иерусалим, 1997.